# في إل إيه2001
في إل إيه2001 (VLA2001)، المعروف أيضًا باسم لقاح فالينفا لكوفيد-19، هو لقاح مرشح لكوفيد-19 طورته فالينفا SE.

## تطوير
طورت فالينفا لقاح فيروس كامل معطل مرشح ضد مرض فيروس كورونا 2019، «في إل إيه2001» مشتق من (Ixiaro)، والذي يخضع مراحل التجارب السريرية (المرحلة 1/2) في المملكة المتحدة. تضم تجربة المرحلة 1/2 150 مشاركًا يختبرون ثلاثة مستويات للجرعات للسلامة والتحمل والاستمناع. من المتوقع أن تكتمل المحاكمة بحلول 15 فبراير 2021، مع استكمال التقرير الكامل بحلول أغسطس 2021.
توصلت فالينفا إلى اتفاق مع حكومة المملكة المتحدة لتوفير ما يصل إلى 100 مليون جرعة لتصنيعها في منشأتها في ليفينغستون، اسكتلندا. طلبت حكومة المملكة المتحدة مسبقًا 60 مليون جرعة. يتم دعم التجارب من قبل المعهد الوطني البريطاني للبحوث الصحية وأربع جامعات بريطانية. نظرًا للدعم الحكومي، ستتقدم فالينفا فورًا إلى تجارب المرحلة 3 وستطور القدرة الإنتاجية قبل التقييم الكامل لتجربة المرحلة 1/2، بدلاً من النهج التسلسلي التقليدي الأبطأ الذي ينطوي على مخاطر مالية أقل.